# کیست دوشاخه‌ای لپ
کیست دو شاخه‌ای لُپ (Buccal bifurcation cyst) نوعی التهاب کیست دندان‌زاد از خانواده کیست‌های پیرادندانی (پارادنتال) است که به‌طور معمول در ناحیه دو شاخه شدن گونه در فک پایین اولین دندان‌های آسیای بزرگ در نیمه دوم دهه اول زندگی ظاهر می‌شود. کیست‌های عفونی ممکن است با دندان‌درد همراه باشند.
کیست‌های دندان‌زاد (ادنتوژنیک) بخش مهمی از ضایعات دهان و فک و صورت را تشکیل می‌دهند. کیست‌های تکاملی
ادنتوژنیک از جمله ضایعات شایع تخریب‌کننده استخوان در ناحیه سر و گردن محسوب می‌شوند که پاتوژنز آن‌ها دقیقاً مشخص نیست. کیست دنتیژروس (فولیکولر)، شایع‌ترین کیست تکاملی دندان‌زاد است که از جدا شدن فولیکول دندانی اطراف تاج یک دندان رویش نیافته به وجود می‌آید.

## درمان
اگرچه درمان قبلی این کیست شامل تخلیه کیست با کشیدن دندان درگیر یا تخلیه با درمان ریشه بود، اما درمان فعلی تخلیه کیست با حفظ دندان درگیر است. با این حال، شواهد اخیر نشان می‌دهد که این نوع کیست به‌طور خود به خود حل می‌شود، بنابراین می‌توان معاینه دقیق با اقدامات بهداشت دهان و دندان دقیق را به کار برد مگر اینکه کیست عفونی شده باشد و علائم و نشانه‌های بیماری را نشان دهد.